# Hagenbachia panamensis
Hagenbachia panamensis là một loài thực vật có hoa trong họ Măng tây. Loài này được (Standl.) Cruden mô tả khoa học đầu tiên năm 1986.